# Tortistilus minutus
Tortistilus minutus är en insektsart som beskrevs av John S. Caldwell 1949. Tortistilus minutus ingår i släktet Tortistilus och familjen hornstritar. Inga underarter finns listade i Catalogue of Life.